# Nikola Kavaja
Nikola Kavaja (v srbské cyrilici Никола Каваја; 3. října 1932, Peć, Království Jugoslávie – 10. listopadu 2008, Bělehrad, Srbsko) byl srbský nacionalista a antikomunista. Čtyřikrát se pokusil spáchat (neúspěšně) atentát na Josipa Broze Tita, hlavu státu socialistické Jugoslávie.

## Biografie
Nikola se narodil na území dnešního Kosova do rodiny, která přišla do Peći původně z Černé Hory (vesnice Dobrsko Selo u Cetinje). Nikolův otec bojoval v různých střetech s Kačaky. Po skončení války celá rodina odešla na území dnešní Vojvodiny. Gymnázium proto Nikola vystudoval v Somboru. Později studoval na letecké škole v Pančevu a získal hodnost podporučíka.
Během vojenské služby, kterou vykonával rovněž ve vojvodinském Somboru zjistil, že byli jeho příbuzní zatčeni tajnou policií UDBa a internováni v táboře Goli otok. Proto se Nikola rozhodl připojit se k tajné protikomunistické skupině, která existovala v kasárnách Jugoslávské lidové armády v Somboru. Skupina nejprve namalovala na stěnách kasárny nápis "Smrt Josipu Brozu Titovi a Komunistické straně Jugoslávie". Při následném hledání viníků byli sice odhaleni někteří antikomunisté, na samotného Kavaju však nepadlo podezření. V červnu 1953 Kavaja sabotoval sklad paliv na místním letišti. O nějakou dobu později odešel z armády.
Kavaja byl poprvé zatčen jugoslávskými bezpečnostními orgány při pokusu o nelegálním přechodu hranice do Rakouska. Vojenský soud Páté vojenské oblasti v Lublani jej odsoudil na 18 a půl let vězení. Po čtyřech letech trestu se Kavajovi podařilo uprchnout při transportu z mariborské věznice a uprchl do Rakouska. Tam byl později také zatčen, rozhodl se nicméně spolupracovat s CIA a plnit úkoly, které byly namířené proti jugoslávskému státu. Tyto akce zahrnovaly špionáž, rozkrývání dvojitých agentů a atentáty.
Kavaja se podílel na atentátu na Josipa Broze, ke kterému mělo dojít při Titově návštěvě Brazílie. Vzhledem k tomu, že se jugoslávská hlava státu rozhodla podstatnou část své návštěvy trávit v připravené rezidenci, však byly šance na případný útok minimální. Další příležitosti k útoku měl Kavaja ještě při Titových návštěvách Chile, Mexika a USA. V 70. letech žil v New Jersey v USA a pracoval jako mechanik.
Kavaja byl v roce 1978 spolu s asi stovkou dalších srbských nacionalistů zatčen v New Yorku. Po zaplacení kauce ve výši 250 tisíc dolarů se však dostal na svobodu. Během cesty letadlem z New Yorku do Chicaga unesl letadlo a požadoval propuštění svého kolegy Stojiljka Kajeviće. Na palubu letadla propašoval bombu. Po získání letadla pod svojí kontrolu zamýšlel odletět do Jugoslávie a letoun navést do věže Ušće, kde se nacházelo sídlo komunistické strany. Nakonec se mu podařilo odletět pouze zpět do New Yorku, neboť mu vydání Kajeviće nebylo přislíbeno. V Chicagu Kavaja propustil cestující a nechal si na palubě jen několik lidí, včetně svého právníka. Na jeho radu odcestoval do Irska, kde však doufal v politický azyl, Irsko jej ale vydalo zpět do USA. Ve Spojených státech byl odsouzen na 65 let vězení. V roce 1997 byl podmínečně propuštěn, nakonec však odcestoval do Srbska. Zemřel v roce 2008 v Bělehradě.
V roce 1994 byl natočen o Kavajově životním příběhu dokumentární film.